# Raionul Nistru (Dnistrovskîi)
Raionul Nistru este un raion din regiunea Cernăuți din Ucraina cu reședința în așezarea de tip urban Chelmenți. Raionul are o suprafață de 2131,9 km2 (26,1% din suprafața regiunii) și o populație de 156,1 mii persoane (2020).
A fost format la 17 iulie 2020, în conformitate cu decizia Radei Supreme din Ucraina № 3650 „Cu privire la formarea și lichidarea raioanelor”.
Raionul cuprinde hromadele rurale Vășcăuți, Clișcăuți, Levinți, Mămăliga, Nedăbăuți, Rucșin, hromadele urbane Hotin, Secureni, Novodnistrovsk și hromada urban-rurală Chelmenți.